# Краус, Йозеф Мартин
Йозеф Мартин Краус (нем. Joseph Martin Kraus; 20 июня 1756, Мильтенберг (Бавария) — 15 декабря 1792, Стокгольм) — немецкий и шведский композитор. Иногда называем «шведским Моцартом» из-за преждевременной смерти в то же время и в том же возрасте.

## Биография
Сын чиновника. Вырос в швабском городке Бухен, в 12 лет поступил в иезуитскую гимназию в Мангейме. В 1773 году по настоянию отца поступил на факультет права Майнцского университета, однако через год перевёлся в Эрфуртский университет, где вместо юриспруденции начал заниматься музыкой. По семейным обстоятельствам прервав учёбу на год, Краус вернулся в Бухен, где за год написал трёхактную трагедию «Толон» и несколько хоровых сочинений, исполненных в городской церкви Святого Освальда. Затем он продолжил образование в Гёттингенском университете; к этому периоду относятся его «Реквием» и оратории «Рождение Иисуса» и «Смерть Иисуса», две последние на собственный текст (как поэт Краус заявил о себе как о преданном продолжателе Клопштока).
В 1778 году, окончив университет, Краус по предложению своего сокурсника отправился в Стокгольм, чтобы предложить свои услуги шведскому королевскому двору. Первые его попытки в этом направлении были неудачны, но после трёх лет бедности и лишений в 1781 году его опера «Прозерпина», либретто которой Юхан Хенрик Чельгрен написал на основе набросков самого короля Густава III, была с успехом поставлена, а Краус получил должность королевского вице-капельмейстера.
Вскоре после этого король направил его в ознакомительную поездку по всей Европе для повышения квалификации и сбора сведений о состоянии оперного искусства. Краус провёл в этом творческом путешествии пять лет, побывал во Франции, Австрии, Италии и Англии, познакомился с Гайдном, Глюком и Альбрехтсбергером, написал несколько симфоний и флейтовый квартет, ставший одним из его важнейших сочинений. В 1787 году он вернулся в Стокгольм и на следующий год занял пост королевского капельмейстера. По заказу Густава III он писал не только оперную музыку, но и музыку для различных официальных поводов, а когда король был убит, Краус сочинил музыку для его похорон. Сразу после этого его здоровье стало резко ухудшаться, и в возрасте 36 лет он умер от туберкулёза.
Многие произведения Крауса при жизни и впоследствии приписывались другим, более известным в главных музыкальных державах композиторам. В настоящее время музыка Крауса получила признание, издана запись всех его сохранившихся симфоний.
Памяти Йозефа Мартина Крауса посвящены две повести писательницы и историка Ольги Кавецкой: «Без друга жизни нет» («There is no Life without a Friend», издана на русском и английском языках в 2014 г.) и «У Вечности твоё тепло» ("Eternity Has Your Warmth, " опубликована на русском и английском языках в авторском сборнике «Minor Prose» в 2014 году.).